# کیون-تاس
کیون-تاس (روسی: Кюн-Тас) یک رشته‌کوه در استان یاقوتستان کشور روسیه است.